# هلنا کاستا
هلنا مارگاریدا دوس سانتوس ئه کاستا (به پرتغالی: Helena Margarida dos Santos e Costa) (زاده ۱۵ آوریل ۱۹۷۸) مربی فوتبال پرتغالی است که در حال حاضر مربی‌گری تیم ملی فوتبال زنان ایران را بر عهده دارد. کاستا پیش از این مربی‌گری تیم ملی فوتبال زنان قطر را نیز بر عهده داشته‌است.در سال ۲۰۱۴ با پذیرفت هدایت تیم کلرمونت فوت او اولین زنی شد که در یک تیم حرفه‌ای مردان به مربیگری رسیداو پیش از اینکه کار خود را در کلرمون آغاز کند، از سمت مربیگری این تیم کناره‌گیری کرد. 